# طرخشقون صغير البذور
طرخشقون صغير البذور (باللاتينية: Taraxacum microspermum) هو نوع نباتي يتبع جنس الطرخشقون من القبيلة الشيكورية.